# Nikolaus von Württemberg
Nikolaus Herzog von Württemberg (* 1. März 1833 in Carlsruhe (Oberschlesien); † 22. Februar 1903 ebenda) war ein kaiserlich österreichischer General der Infanterie.

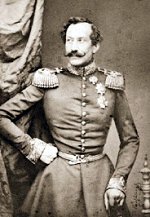
Nikolaus Herzog von Württemberg

## Lebenslauf
Nikolaus kam als Sohn des Prinzen Eugen von Württemberg und der Prinzessin Helene zu Hohenlohe-Langenburg auf die Welt. Nach dem Besuch des Gymnasiums in Breslau, einem Schulaufenthalt von 1846 bis 1848 in der Erziehungsanstalt Schnepfenthal und einem Studium am Polytechnikum in Hannover gehörte er zunächst der österreichischen Kriegsmarine, dann dem österreichischen Landheer an. 1860 wurde er Major und beteiligte sich 1864 am Deutsch-Dänischen Krieg und 1866 am Krieg gegen Preußen. Danach unternahm er Reisen nach Spanien und Nordafrika. Seit 1877 war er als Generalmajor und Brigadier in Krakau stationiert und ab 1882 als Feldmarschalleutnant und Divisionskommandant in Komorn.
1869 vermählte er sich mit der Herzogin Wilhelmine Eugenia, der ältesten Tochter seines Halbbruders Eugen Erdmann. Diese Ehe blieb kinderlos.
Seit 1888 lebte Herzog Nikolaus in Carlsruhe, wo er sich als Land- und Forstwirt betätigte und auch Studien zur Fischereiwirtschaft betrieb. Als Prinz des Hauses Württemberg besaß er seit 1855 Sitz und Stimme in der württembergischen Kammer der Standesherren, blieb jedoch mit einer Ausnahme im Jahre 1894 sämtlichen Sitzungen in Stuttgart fern.
Seine Beisetzung erfolgte am 27. Februar 1903. Seine Büste stand im Tempel am Erdmannstern. Danach fiel Carlsruhe laut Testament an König Wilhelm II. von Württemberg, der es von 1903 bis 1921 besaß und alljährlich einen mehrwöchigen Jagdurlaub in Carlsruhe verbrachte. Nach seinem Tode im Jahre 1921 erbte Herzog Albrecht Eugen (1895–1954) Carlsruhe.
Wie alle württembergischen Prinzen erhielt Nikolaus mit seinem 14. Lebensjahr (also 1847) das Großkreuz des Ordens der Württembergischen Krone.

## Vorfahren
| Ahnentafel Nikolaus von Württemberg        | Ahnentafel Nikolaus von Württemberg                                                                                                 | Ahnentafel Nikolaus von Württemberg                                                                                                 | Ahnentafel Nikolaus von Württemberg                                                                                | Ahnentafel Nikolaus von Württemberg                                                                                | Ahnentafel Nikolaus von Württemberg                                                                                    | Ahnentafel Nikolaus von Württemberg                                                                                    | Ahnentafel Nikolaus von Württemberg                                                                              | Ahnentafel Nikolaus von Württemberg                                                                              |
| ------------------------------------------ | --- | --- | --- | --- | --- | --- | --- | --- |
| Urgroßeltern                               | Herzog Friedrich Eugen von Württemberg (1732–1797) ⚭ 1753 Prinzessin Friederike Dorothea Sophia von Brandenburg-Schwedt (1736–1798) | Herzog Friedrich Eugen von Württemberg (1732–1797) ⚭ 1753 Prinzessin Friederike Dorothea Sophia von Brandenburg-Schwedt (1736–1798) | Prinz Christian Carl zu Stolberg-Gedern (1726–1789) ⚭ 1760 Gräfin Eleonore Reuß zu Lobenstein (1736–1782)          | Prinz Christian Carl zu Stolberg-Gedern (1726–1789) ⚭ 1760 Gräfin Eleonore Reuß zu Lobenstein (1736–1782)          | Fürst Christian Albrecht zu Hohenlohe-Langenburg (1726–1789) ⚭ 1761 Prinzessin Caroline zu Stolberg-Gedern (1732–1796) | Fürst Christian Albrecht zu Hohenlohe-Langenburg (1726–1789) ⚭ 1761 Prinzessin Caroline zu Stolberg-Gedern (1732–1796) | Graf Johann Christian zu Solms-Baruth (1733–1800) ⚭ 1767 Gräfin Friederike Louise Reuß zu Köstritz (1748–1798)   | Graf Johann Christian zu Solms-Baruth (1733–1800) ⚭ 1767 Gräfin Friederike Louise Reuß zu Köstritz (1748–1798)   |
| Großeltern                                 | Herzog Eugen Friedrich Heinrich von Württemberg (1758–1822) ⚭ 1787 Prinzessin Luise zu Stolberg-Gedern (1764–1834)                  | Herzog Eugen Friedrich Heinrich von Württemberg (1758–1822) ⚭ 1787 Prinzessin Luise zu Stolberg-Gedern (1764–1834)                  | Herzog Eugen Friedrich Heinrich von Württemberg (1758–1822) ⚭ 1787 Prinzessin Luise zu Stolberg-Gedern (1764–1834) | Herzog Eugen Friedrich Heinrich von Württemberg (1758–1822) ⚭ 1787 Prinzessin Luise zu Stolberg-Gedern (1764–1834) | Fürst Karl Ludwig zu Hohenlohe-Langenburg (1762–1825) ⚭ 1789 Gräfin Amalie Henriette zu Solms-Baruth (1768–1847)       | Fürst Karl Ludwig zu Hohenlohe-Langenburg (1762–1825) ⚭ 1789 Gräfin Amalie Henriette zu Solms-Baruth (1768–1847)       | Fürst Karl Ludwig zu Hohenlohe-Langenburg (1762–1825) ⚭ 1789 Gräfin Amalie Henriette zu Solms-Baruth (1768–1847) | Fürst Karl Ludwig zu Hohenlohe-Langenburg (1762–1825) ⚭ 1789 Gräfin Amalie Henriette zu Solms-Baruth (1768–1847) |
| Eltern                                     | Prinz Eugen von Württemberg (1788–1857) ⚭ 1827 Prinzessin Helene zu Hohenlohe-Langenburg (1807–1880)                                | Prinz Eugen von Württemberg (1788–1857) ⚭ 1827 Prinzessin Helene zu Hohenlohe-Langenburg (1807–1880)                                | Prinz Eugen von Württemberg (1788–1857) ⚭ 1827 Prinzessin Helene zu Hohenlohe-Langenburg (1807–1880)               | Prinz Eugen von Württemberg (1788–1857) ⚭ 1827 Prinzessin Helene zu Hohenlohe-Langenburg (1807–1880)               | Prinz Eugen von Württemberg (1788–1857) ⚭ 1827 Prinzessin Helene zu Hohenlohe-Langenburg (1807–1880)                   | Prinz Eugen von Württemberg (1788–1857) ⚭ 1827 Prinzessin Helene zu Hohenlohe-Langenburg (1807–1880)                   | Prinz Eugen von Württemberg (1788–1857) ⚭ 1827 Prinzessin Helene zu Hohenlohe-Langenburg (1807–1880)             | Prinz Eugen von Württemberg (1788–1857) ⚭ 1827 Prinzessin Helene zu Hohenlohe-Langenburg (1807–1880)             |
| Prinz Nikolaus von Württemberg (1833–1903) | | | | | | | | |